# Superman (film, 2025)
Superman är en amerikansk superhjältefilm från 2025, baserad på DC Comics karaktär Stålmannen. Filmen är den första i DC Universe (DCU) och en reboot av Superman-filmserien. Filmen är regisserad av James Gunn, som även har skrivit manus.
Filmen hade biopremiär i Sverige den 11 juli 2025, utgiven av Warner Bros. Pictures.

## Rollista (i urval)
- David Corenswet – Clark Kent / Stålmannen
- Rachel Brosnahan – Lois Lane
- Nicholas Hoult – Lex Luthor
- Isabela Merced – Hawkgirl
- Edi Gathegi – Michael Holt / Mister Terrific
- Nathan Fillion – Guy Gardner / Green Lantern
- Anthony Carrigan – Rex Mason / Metamorpho
- María Gabriela de Faría – Angela Spica / The Engineer
- Sara Sampaio – Eve Teschmacher
- Skyler Gisondo – Jimmy Olsen
- Wendell Pierce – Otis
- Terence Rosemore – Perry White

## Produktion
I januari 2023 presenterades filmen som är tänkt att vara den första filmen i det nya filmuniversumet DC Universe (DCU). Filmen hade från en början titeln Superman: Legacy, något som James Gunn meddelade i februari 2024 att han hade kortat ner.
I februari 2024 meddelade James Gunn att John Murphy skulle komponera filmens musik, efter att tidigare ha gjort det på andra av Gunns filmer så som The Suicide Squad, The Guardians of the Galaxy Holiday Special och Guardians of the Galaxy Vol. 3.
Filmen började spelas in den 29 februari 2024 på Trilith Studios i Atlanta, Georgia, under arbetsnamnet Genesis. I början av mars samma år pågick även inspelningar på Svalbard i Norge.